# Семьинское
Семьинское — село в Юрьев-Польском районе Владимирской области России, входит в состав Красносельского сельского поселения.

## География
Село расположено в 16 км к югу от Юрьев-Польского и в 50 км к северо-западу от Владимира.
Село расположено на возвышенности, высота над уровнем моря составляет около 200 метров. На западе от села простираются возделанные поля. На севере и северо-востоке от семьинского поля начинают убывать в высоте, вплоть до реки Колокша. На востоке и юго-востоке от села располагаются заливные луга, которые тянутся вдоль реки Колокши и мелководной речки Черной. Местами луга заболоченные, заросшие травой и кустарниками. 
Находится в природном районе Ополье.

## История
В XV — начале XVI вв. являлось вотчиной Владимирского Успенского женского монастыря.
В 1512 было куплено московским князем и до середины XVII века числилось государевым дворцовым селом. В XVIII и XIX вв. принадлежало графу Шереметьеву, было центром Семьинской волости Юрьев-Польского уезда.
В 1825-1832 годах велось строительство каменной церкви с колокольней, с двумя приходами: холодный приход - чудотворца Николая и теплый - Иоана Богослова. В 1862 вокруг церкви сооружена каменная ограда.
В XIX — начале XX века село являлось центром Семьинской волости Юрьевского уезда, с 1925 года — в составе Калининской волости Юрьев-Польского уезда Иваново-Вознесенской губернии.
С 1929 года село являлось центром Семьинского сельсовета Юрьев-Польского района, с 1959 года — в составе Кучковского сельсовета, с 2005 года — в составе Красносельского сельского поселения. В годы Советской Власти в селе размещалась центральная усадьба колхоза им. Ленина (обр. 1931).

## Население
| 1859 | 1897 | 1905 | 2002 | 2010 | 2021 |
| ---- | ---- | ---- | ---- | ---- | ---- |
| 542  | ↘532 | ↗657 | ↘320 | ↘284 | ↘229 |

## Инфраструктура
В годы советской власти в Семьинском располагалась ремонтная мастерская. В начале XXI века здание пришло в негодность.  
В настоящее время в селе функционирует Семьинская основная общеобразовательная школа, дом культуры, отделение почтовой связи с индексом 601805. В селе располагаются несколько действующих ферм. 
В 2022 году начались работы по проведению газа к Семьинскому и близлежащим деревням. 
В селе есть остановка общественного транспорта, от которой идет автобус до Юрьев-Польского.

## Никольская церковь
В настоящее время в селе сохранилась Никольская церковь (1825). 
С приходом советской власти колокольня церкви была разрушена, а внутренние помещения были перестроены под склад. 
После развала советского союза здание церкви начало приходить в негодность, начала обваливаться кровля и разрушаться кирпичная кладка церкви.
Начиная примерно с 2014 года начались реставрационные работы силами местных жителей и благотворительных фондов. На 2023 год здание церкви покрашено в исторический белый цвет, заменена кровля, поставлены окна и двери, а также установлен купол с православным крестом. В 2024-2025 годах построена колокольня, установлены колокола. В храме проводятся воскресные и праздничные службы.

## Археология
На Семьинском городище к юго-востоку от села Семьинское на левом берегу реки Ко́локши найден стиль-писа́ло типа 4. Гончарные клейма с геометрическим рисунком «вращающиеся» колёса с Семьинского городища датируются XII — первой половиной XIII века. На Семьинском городище был найден фрагмент каролингской шпоры первого типа с сигарообразным шипом и прямой скобой.